# Димитровска награда
Димитровска награда е най-висшето държавно отличие в Народна република България за приноси в областта на науката, изкуствата и културата. Наречена е на комунистическия лидер и министър-председател на България (1946 – 1949) Георги Димитров.
Наградата има първа, втора и трета степен с медал и парична премия от 3000 до 6000 лв. (докъм 24 месечни тогавашни заплати) и се дава за отличителни теоретични и приложни научни трудове, за произведения на архитектурата и изкуството, издържани в духа на социалистическия реализъм. Условие е научният труд или художествената творба да са направени публично достояние (публикувани, изложени, изпълнени) най-малко 6 месеца преди номинацията за Димитровска награда.
Учредена е с указ на Президиума на НС на 23 май 1949 г., връчването ѝ започва през 1950 г. Нов указ от 1960 г. влиза в сила и към Министерския съвет се сформират две отделни комисии: за литература и изкуство и за наука, изобретателство и рационализация. Според тези два указа до 1971 г. лауреати на Димитровска награда са можели да бъдат единствено български граждани. С трети указ от декември 1971 г. се разрешава награждаването и на чужди граждани. Присъждането ѝ е преустановено през 1990 г.

## Носители (лауреати)
- 1950 г.
  - Алекси Квартирников, инженер
  - Асен Босев, писател
  - Асен Киселинчев, философ
  - Боян Дановски, режисьор
  - Георги Караславов, писател
  - Георги Костов, режисьор
  - Георги Наджаков, физик
  - Данаил Дечев, художник
  - Димитър Полянов, писател
  - Иван Фунев, скулптор
  - Илья Йосифов, актьор
  - Константин Кисимов, актьор
  - Кирил Попов, математик
  - Константин Пашев, лекар
  - Крум Велков, писател
  - Крум Кюлявков, писател
  - Лазар Добрич, цирков деятел
  - Любомир Пипков, композитор
  - Любомир Чакалов, математик
  - Магда Колчакова, актриса
  - Никола Михов, библиограф
  - Никола Обрешков, математик
  - Николай Хрелков, поет
  - Павел Вежинов, писател фантаст
  - Павел Делирадев, публицист
  - Петко Стайнов, композитор
  - Светослав Обретенов, композитор, хоров диригент
  - Станчо Белковски, архитект
  - Стефан Младенов, филолог и журналист
  - Стефан Иванов, художник
  - Стоян Венев, художник
  - Стоян Даскалов, писател
  - Сава Гановски, философ и политик
  - Филип Филипов, режисьор
- 1951 г.
  - Владимир Аврамов, цигулар и педагог
  - Иван Данчов, архитект и педагог
  - Асен Дацев, физик
  - Спас Джонев, артист
  - Кирил Братанов, академик, ветеринар
  - Илия Петров, художник (за 2-ри път)
  - Никола Мирчев, художник
  - Димитър Гюдженов, художник
  - Борис Митов, художник
  - Гюрга Пинджурова, народна певица
  - Ангел Балевски, инженер
  - Павел Вежинов, писател фантаст (за 2-ри път)
  - Йордан Кръчмаров, скулптор
  - Иван Мартинов, писател
  - Любомир Пипков, композитор (за 2-ри път)
  - Константин Илиев, диригент и композитор
  - Рене Йорданова, оперна певица
  - Иван Бояджиев, строител
  - Иван Ценов, физик
- 1952 г.
  - Алексей Милковски, оперен певец
  - Богомил Райнов, писател и сценарист
  - Димитър Димов (писател), писател
  - Димитър Ненов, пианист и педагог
  - Иван Славчев, строителен инженер
  - Любомир Пипков, композитор (за 3-ти път)
  - Никола Рашев, електроинженер
  - Светослав Обретенов, композитор, хоров диригент (за 2-ри път)
  - Христо Христов, физик
  - Ярослав Тагамлицки, математик
- 1953 г.
  - Анастас Бешков, учен географ
  - Васко Абаджиев, цигулар
  - Стоян Венев, художник (за 2-ри път)
  - Стоян Сотиров, художник
- 1954 г.
  - Стефан Дичев, писател
- 1958 г.
  - Илия Петров, художник (за 3-ти път)
  - Стоян Сотиров, художник (за 2-ри път)
- 1959 г.
  - Асен Киселинчев, философ
  - Георги Калоянчев, актьор
  - Димитър Талев, писател
  - Димитър Каданов, учен-анатом и изобретател
  - Николай Гяуров, оперен певец
  - Илия Петров, художник (за 3-ти път)
  - Катя Попова, оперна певица
  - Никола Белопитов, електроинженер и изобретател
  - Кирил Мирчев, филолог
  - Константин Илиев, диригент и композитор (за 2-ри път)
  - Георги Караславов, писател (за 2-ри път)
  - Алексей Милковски, оперен певец (за 2-ри път)
  - Веселин Ханчев, поет
- 1960 г.
  - Мако Даков, лесовъд и политик
  - Валери Петров, поет
  - Димитър Ангелов, писател
- 1962 г.
  - Боян Дановски, режисьор (за 2-ри път)
  - Веселин Ханчев, поет (за 2-ри път)
  - Кирил Попов, математик, за втори път
- 1964 г.
  - Марин Големинов, композитор
  - Димитър Методиев, поет
- 1966 г.
  - Георги Джагаров, поет
  - Никола Гюзелев, оперен певец
  - Васил Йончев, художник-илюстратор
  - Стефан Ангелов, Любомир Антонов и Петър Попов за разработка на електронния калкулатор „Елка-6521“
- 1968 г.
  - Ангел Балевски, инженер (за 2-ри път)

- 1969 г.
  - Въло Радев, кинорежисьор
  - Богомил Райнов, писател и сценарист (за 2-ри път)
  - Лиляна Стефанова, писател
  - Николай Хайтов, писател
  - Георги Котев, лекар, токсиколог
  - Венко Марковски, писател
  - Георги Узунов, психиатър и педагог
  - Орлин Орлинов, поет
  - Димитър Петков, композитор
  - Стоян Даскалов, писател (за 2-ри път)
  - Светлин Русев, художник
- 1970 г.
  - Никола Тодориев, инженер
  - Илия Петров, художник (за 3-ти път)
- 1971 г.
  - Илия Петров, художник (за 4-ти път)
  - Любомир Далчев, скулптор
  - Павел Вежинов, писател фантаст (за 3-ти път)
  - Лиляна Стефанова поетеса
  - Жоржета Чакърова, актриса
  - За разработката на запаметяващо устройство с магнитна лента ЕС5012 през 1971 г. колектив от ЦИИТ в състав: Ангел Ангелов, Иван Аршинков, Добромир Дяков, Елка Неделчева, Димитър Александров, Недко Ботев
- Костадин Кюлюмов, офицер от Държавна сигурност – за сценария на сериала „На всеки километър“[3]
- 1972 г.
  - Величко Минеков, скулптор
  - Любомир Левчев, поет
  - Никола Мирчев, художник (за 2-ри път)
  - Стойчо Панчев, физик
  - Ефрем Каранфилов, литературен критик и академик на БАН
- 1974 г.
  - Иван Пейчев, поет и драматург
  - Лазар Донков, етнолог
  - Методи Андонов, посмъртно, за филма „Козият рог“
  - Азаря Поликаров, философ и физик
  - Иван Юхновски, учен химик и педагог
  - За разработката и внедряването на ЗУМД ЕС 5052 и дисков пакет ЕС 5053 колектив в състав: Васил Недев, Васил Николов, Любомир Фенерджиев, Атанас Атанасов, Тоньо Калинков, Митко Димитров, Спас Ригов, Храбър Стоянов, Живко Паскалев, Боян Цонев, Михаил Рашев, Огнян Църноречки и Георги Малиновски.
- 1976 г.
  - Павел Вежинов, писател фантаст (за 4-ти път, с колектив)
  - Стоян Сотиров, художник (за 3-ти път)
  - Тодор Живков, политик
  - Боян Табов, минен инженер
  - Георги Павлов, политик
  - Дамян Дамянов, поет
- 1978 г.
  - Научен колектив по селекция на пшеница (Тодор Рачински, Живко Куновски, Нено Дончев и др.)
  - Васил Попов, математик
- 1979 г.
  - Минчо Минчев, цигулар
- 1980 г.
  - Валентин Старчев, скулптор
  - Коста Цонев, актьор
  - Димитър Бучков, машинен инженер
  - Доньо Донев, художник-аниматор
  - Научен колектив по енергетика (Росица Георгиева и др.)
  - Румен Атанасов, инженер електротехника
  - Манол Величков, инженер металург
- 1982 г.
  - През 1982 г. два колектива от ЦИИТ са удостоени със званието „Лауреат на Димитровска награда“. За разработката на устройства и системи за подготовка на данни – Тихомир Топалов, Леон Маиров, Лиляна Танева, Атанас Михайлов, Витко Еленков, Владимир Червенаков, Бранимир Буюклиев, Велизар Чолаков. За системи за телеобработка и многомашинни мрежи – Илич Юлзари, Живко Железов, Венко Марков, Стоян Марков, Койчо Витанов, Видьо Видев, Недко Жилевски, Венелин Алтънов, Светла Басмаджиева, Божидар Райчев, Емил Димитров, Михаил Михайлов, Емил Йончев.
  - За създателите на филма "Аспарух", включително Людмил Стоянов, Вера Мутафчиева и др.
- 1984 г.
  - Стоян Джуджев, музикален теоретик и педагог
  - Любен Станев, писател и сценарист
  - Димитър Шопов, химик и педагог

  - Чужденци, наградени с международната Димитровска награда през 1984 г. за „тяхната обществено-политическа, научна и творческа дейност за мир, демокрация и социален прогрес в света“:[4]
    - Николай Тихонов (СССР)
    - Хафез Асад (Сирия)
    - Шигеоши Мацумае (Япония)
    - Дороти Ходжкин (Великобритания) – кристалограф
- 1985 г.
  - Стефан Попов, архитект
  - Теофан Сокеров, художник
- 1986 г.
  - Авторски колектив на филма Борис I (Борислав Шаралиев, Анжел Вагенщайн, Венец Димитров)
  - За Фамилия дискови запомнящи устройства и подсистеми с голям капацитет и висока скорост: Кръстьо Янев, Благой Цинкулов, Маргарита Терпешева, Камен Тенчев, Динко Люцканов, Рубен Папазов.
  - Леда Милева, писател
  - Станислав Стратиев, писател, за пиесата му "Сако от велур".
  - Борислав Пунчев , режисьор и Невена Коканова, актриса, за игралния филм "Спасението".
  - Александрина Милчева, оперна певица
  - Авторски колектив с ръководител Павел Минчев, учен и изобретател, инж. Христомир Христов, инж. Стоимен Балинов, инж. ихаил Ангелов, инж. Любомир Чешмеджиев и НиколайЙорданов за уредби за спояване на колекторите на елмашини.
  - Иван Недялков, геофизик, посмъртно

## Носители с неуточнени години на връчване на наградата
- Райна Михайлова, оперна певица
- Петър Гюров, актьор
- Пеньо Пенев, поет (посмъртно)
- Николай Лилиев, поет
- Павел Матев, поет
- Йордан Радичков, писател
- Хаим Оливер, писател и сценарист
- Блага Димитрова, писател и сценарист
- Лъчезар Еленков, писател
- Георги Атанасов, художник
- Веселин Стоянов, композитор
- Васил Казанджиев, диригент
- Минчо Минчев, електроинженер и педагог
- Николай Бешков, енергетик
- Рада Балевска, зоолог
- акад. проф. Тодор Самодумов (1878 – 1957)
- Тодор Костов, оперен певец
- Владимир Базовски, съветски политик и дипломат
- Георги Белев, оперен певец
- Георги Раданов, актьор